# Isaac Rosenberg
Isaac Rosenberg (25 de novembro de 1890 - 1 de abril de 1918) foi um poeta e artista inglês. Seus Poemas das Trincheiras são reconhecidos como algumas das poesias mais marcantes escritas durante a Primeira Guerra Mundial.
Rosenberg foi designado para o 12º Batalhão Bantam do Regimento de Suffolk, sendo um bantam uma designação para homens abaixo da altura mínima usual de 5'3". Depois de aparentemente recusar uma promoção a lanceiro, Rosenberg foi transferido, primeiro, para South Lancashire Regiment, depois para o King's Own Royal Lancaster Regiment. Ele foi enviado com sua unidade para servir na Frente Ocidental na França, onde chegou em 3 de junho de 1916. Ele continuou a escrever poesia enquanto servia nas trincheiras, incluindo " Break of Day in the Trenches", "Returning We Hear the Larks" e "Dead Man's Dump". Em dezembro de 1916, a Poetry Magazine publicou dois de seus poemas.